# Лінійні крейсери типу «Дерфлінгер»
Ліні́йні крейсери́ ти́пу «Дерфлі́нгер» (нім. Derfflinger-Klasse) — тип лінійних крейсерів ВМФ Німецької імперії епохи Першої світової війни. Отримав назву на честь прусського фельдмаршала Георга фон Дерфлінгера. В офіційній німецькій класифікації того часу лінійних крейсерів не було, і цей тип кораблів разом з броненосними крейсерами належав до великих крейсерів (нім. Großer Kreuzer). У порівнянні зі своїм попередником — «Зейдліцом» — цей тип лінійних кораблів мав численні конструктивні зміни .
У 1913 році німці започаткували серію «Дерфлінгер» — першу серію німецьких лінійних крейсерів, озброєних 305-мм гарматами головного калібру. Усього було побудовано три кораблі цього типу. В рамках бюджетної програми 1911 року був замовлений лінійний крейсер, який згодом отримав назву «Дерфлінгер» . За програмою 1912 року був замовлений «Лютцов», а в рамках бюджету 1913 року — останній корабель серії — «Гінденбург». «Гінденбург» будувався за дещо зміненим проектом і мав на 300—350 тонн більшу водотоннажність, дещо відмінну схему бронювання і був на 2,4 м довший. Через ці зміни його іноді відносять до окремого типу.
Через обмеження проекту по водотоннажності (порівняно з «Зейдліцом» вона зросла лише на 1600 тонн), кількість двогарматних башт було зменшено з п'яти до чотирьох. Але це дозволило, вперше для німецьких лінійних крейсерів, розмістити їх за лінійно-піднесеною схемою. Кораблі мали серйозне бронювання та досконалий протиторпедний захист. Схема бронювання мало відрізнялася від схеми бронювання на «Зейдліці».
Завдяки збалансованому бронюванню та озброєнню деякі спеціалісти вважають лінійні крейсери типу «Дерфлінгер» найкращими лінійними крейсерами, що стали в стрій до кінця Першої світової війни.

## Історія розробки
Після закінчення проектування лінійного крейсера «Зейдліц» постало питання про проектування корабля нового типу. Розробка проекту велася Депаратментом загального машинобудування протягом восьми місяців — з жовтня 1910 року по червень 1911 року. Ще в квітні Генеральний департамент Військово-морського флоту почав опрацьовувати вимоги до лінійного крейсера за програмою 1911 року. Основні питання викликав вибір кількості гвинтів, типу силової установки та озброєння. Використання трьох гвинтів дозволяло розмістити на центральному валу дизельну силову установку. Переваги дизельної установки полягали у вищому ККД і простішій паливній системі, що зрештою призводило до зменшення екіпажу та зниженню вартості.
Генеральний департамент вважав обов'язковим перехід на 305-мм гармати, тому що 280-мм гармати вже не гарантували пробиття 300-мм головного броньового поясу британських лінкорів. Ця обставина бралася до уваги, оскільки німецькі лінійні крейсери планувалось використовувати у лінійному бою. Незважаючи на те, що морський штатс-секретар (міністр) Німеччини Альфред фон Тірпіц, який робив акцент на крейсерські функції, вважав цю вимогу необов'язковою, до 1 вересня було остаточно вирішено озброїти нові кораблі 305-мм гарматами.
Традиційно для німецького флоту велике значення мала вартість корабля і, відповідно, вимога обмеження водотоннажності нових кораблів. Через те, що 305-мм башти були важчі в 1,3 раза, ніж 280-мм, кількість башт була скорочена з п'яти до чотирьох. При цьому, у порівнянні із «Зейдліцом», вага гармат зросла усього на 36 тонн. До того ж, це зменшення кількості гармат, вперше для німецьких лінійних крейсерів, дозволило розмістити їх за лінійно-піднесеною схемою. До цього часу стало зрозуміло, що дизельний двигун великої потужності не буде готовий, і від його використання відмовились.
Лінійно-піднесене розташування носових башт призводило до значного збільшення висоти центру ваги усієї надпалубної структури не лише через вище розташування самих башт і їх барбетів, але й через необхідність з метою забезпечення належного огляду більш високого розташування бойової рубки і, відповідно, усієї носової надбудови. Оскільки остійності надавалось велике значення, то з метою пониження центру ваги пішли на радикальне рішення. На відміну від «Мольтке» і «Зейдліца», новий проект отримав гладкопалубний корпус, і в результаті башта «А» мала висоту гармат над КВЛ усього 8,2 м. Це було найнижче значення серед усіх німецьких лінійних крейсерів і значно нижче, ніж у англійських (наприклад у сучасника «Дерфлінгера» британського «Тайгера» — 11, 9 м). З метою покращення мореплавних якостей палуба мала в носі помітну осілість. В результаті висота борта біля форштевня склала 7,7 м, що порівнювано з попередніми типами («Мольтке» 7,6 м, «Зейдліц» 8,0 м). Гладкопалубний корпус з осілістю надавав «Дерфлінгерам» особливо граційного вигляду, і вони по праву вважались найгарнішими кораблями кайзерівського флоту.

## Конструкція

### Конструкція корпусу і надбудови
«Дерфлінгер» і «Лютцов» мали довжину 210 м по КВЛ і 210,4 м між перпендикулярами. «Гінденбург» був трохи довшим — 212,5 по КВЛ і 212,8 між перпендикулярами. Ширина усіх трьох кораблів 29 м, осадка при повній водотоннажності носом — 9,2 м, кормою — 9,56 м. Нормальна водотоннажність у кораблів серії дещо зростала від першого корабля до останнього — у «Дерфлінгера» 26 600 т, у «Лютцова» 26774 т і у «Гінденбурга» 26 947 т. Повна водотоннажність «Дерфлінгера» 31 200, «Гінденбурга» — 31 700 т. Збільшення осадки на 1 см відповідало збільшенню водотоннажності 40,1 т. Корпус «Дерфлінгера» бу розбитий водонепроникними перегородками на 16 відсіків (на «Лютцові» и «Гінденбурзі» — 17). Незважаючи на відносно малу висоту борта над водою, загальна його висота в середині корпуса була 14,75 м (у «Зейдліца» на 0,87 м менше), що сприятливо вплинуло на можливості забезпечити несучу міцність корабля при вигині. На «Дерфлінгері» була застосована поздовжня система набору корпуса замість змішаної, яка застосовувалася на «Мольтке» и «Зейдліці». Ця система набору корпуса застосовувалась на нових легких крейсерах, починаючи з «Магдебурга» и дозволяла значно полегшити конструкцію корпуса.
Ще одним нововведенням стало застосування однієї середньої поздовжньої перегородки замість двох, як це було раніше. Це зменшувало жорсткість конструкції, але економило вагу. Також була зменшена протяжність подвійного дна до 65 % довжини корпуса (у «Зейдліца» ця величина становила 76 %). Усе це дозволило отримати меншу відносну масу корпуса у порівнянні як із попередніми лінійними крейсерами, так і з британськими сучасниками (маса корпуса «Лютцова» 30,5 % від водотоннажності, у порівнянні з 36,5 % у британського «Лайона» и 34,3 % у «Тайгера»).
Відмінною особливістю конструкції стало розташування двох кормових турбінних відділень між кормовими баштами, а двох носових турбінних відділень поруч з погребами боєприпасів кормової піднесеної башти «C». Це дозволило зекономити довжину цілого турбінного відділення, відсунути башти подалі від країв і скоротити довжину цитаделі. Корпус виходив більш жорстким, зменшувався поздовжній згинальний момент. Також зменшувався момент інерції відносно вертикальної осі, що в результаті покращувало повороткість. Башта «A» на «Дерфлінгері» стояла в 54 м від форштевня (на «Зейдліці» в 46 м, а на «Мольтке» в 42 м). Завдяки цьому ширина корпуса в районі крайніх носової и кормової башт була більшою, що дозволило збільшити товщину протимінного захисту в крайніх частинах.
Крейсери цього типу мали чудову мореплавність і гарні ходові якості. При цьому корабель вважався «мокрим» — носові каземати постійно затоплювало. Маневреність була посередньою. Було два штурвали, встановлених тандемом. Поворот йшов легко, але повільно зі значною втратою швидкості — при максимальній перекладці штурвала втрата швидкості на циркуляції доходила до 65°, с утворенням крену до 11°. Метацентрична висота становила 2,6 м. Остійність була максимальною при крені 34° і нульовою при 74°. Кут бортової хитавиці досягав 11° з періодом 11 секунд. На «Дерфлінгері» для стишення бортової хитавиці були застосовані цистерни Фрама. Однак по результатам випробування цієї конструкції на «Фон дер Танні» було виявлено, що зменшення кута хитавиці становить лише 33 %. Це було визнано недостатнім, і від застосування цистерн Фрама на другому та третьому кораблі серії відмовились.
Відсутність башт головного калібру в середній частині корабля дозволило полегшити розміщення надбудов, димових труб, артилерії малого калібру і рятувальних катерів і шлюпок. Екіпаж по штату нараховував 1112 осіб, з них 44 офіцера. «Лютцов» і «Гінденбург» будувались як флагманські кораблі і мали приміщення для розміщення адмірала зі штабом — додатково 76 осіб, з них 14 офіцерів. У воєнний час екіпаж доповнювався за рахунок резервістів і був більшим — згідно з даними старшого артилериста Хаазе екіпаж «Дерфлінгера» в Ютландській битві налічував 1298 осіб. Умови розміщення екіпажу вважались досить гарними.
Кораблі цього типу були оснащені одним великим паровим катером, трьома моторними катерами, двома баркасами, двома вельботами, двома ялами і однією розбірною шлюпкою. В носовій частині було встановлено два основних і один запасний семитонних якоря і один кормовий 3,5-тонний якір.

### Бронювання

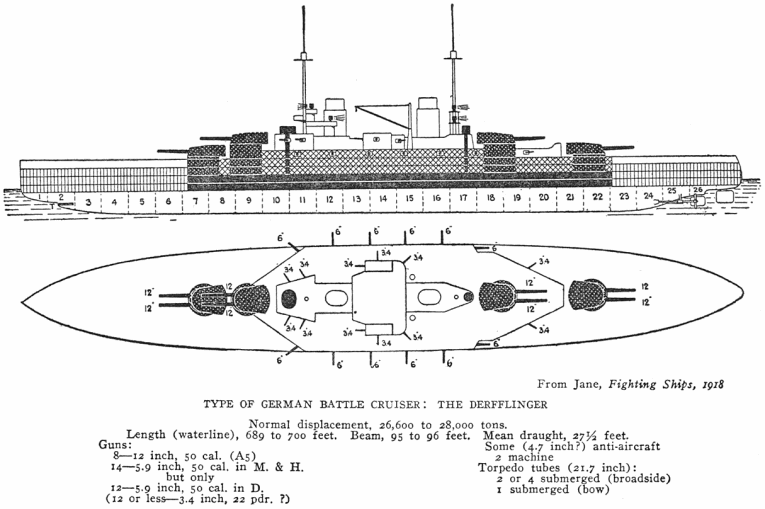
Схема озброєння і бронювання лінійного крейсера класу «Дерфлінгер»

Схема бронювання багато в чому повторювала схему бронювання на «Зейдліці». Основна відмінність полягала в посиленому бронюванні башт і барбетів. Бронювання здійснювалось з круппівської цементованої броні. Головний броньовий пояс товщиною 300 мм починався з переднього краю башти «A» і трохи заходив за задній край барбета кормової башти «D», був висотою 2 м і на 0,4 м опускався нижче ватерлінії. Він поступово звужувався, доходячи до 230 мм біля верхньої палуби і зменшуючись внизу до 150 мм на глибині 1,7 м нижче ватерлінії. Пояс встановлювався на прокладку з тикового дерева товщиною 90 мм. Поперечні перегородки головного поясу мали товщину 250 мм.
У носовій та кормовій частинах вертикальне бронювання доходило до головної палуби. У носовій крайній частині воно на початку мало товщину 120 мм і доходило до самого форштевня, де, зменшуючись до товщини 100 мм, закінчувалось 120-мм перегордкою. У кормовій крайній частині пояс мав товщину 100 мм і закінчувався 100-мм поперченою перегородкою за 4,6 м від ахтерштевеня. У «Гінденбурга» головний броньовий пояс був збільшений і мав товщину 220 мм біля головної палуби. Уносовій частині пояс мав постійну товщину 120 мм, закінчуючись перегородкою за 16 м від форштевня. Далі до форштевня йшла бронятовщиною 30 мм. У кормовій частині у нього, як і у перших двох кораблів серії, був 100-мм броньовий пояс, але закінчувався він за 7 м від ахтерштевня.

Розріз по 161 шпангоуту

Каземати артилерії середнього калібру закривались 150-мм бронею. Між гарматами були розміщені 20-мм протиуламкові перегородки, а позаду них екрани такої ж 20-мм товщини. До башт «B» і «C» йшли 150-мм кутові перегородки. Бронювання носової бойової рубки мало товщину 300—350 мм, кормової — 250 мм. Головна броньова палуба мала товщину 30 мм, доходячи до 50—80 мм у життєво важливих частинах корабля.
Бронювання лобової частини і задньої стінки башти було товщиною 270 мм (у «Зейдліца» 250 мм і 210 мм відповідно), товщина бокових стінок 220 мм. Передня частина башти мала нахил 15° і товщину 110 мм, дах — 80 мм, настил задньої частини башти — 50 мм. Гармати в башті разділялись 25-мм протиуламковою перегородкою. На «Гінденбурзі» товщину бокових стінок довели до 270 мм, а нахилену передню стінку — до 150 мм і розмістили під кутом 30°, товщина даху башти була 150—80 мм. Барбети башт мали товщину 260 мм (у «Зейдліца» 230 мм), яка зменшувалась до 60 мм за головним броньовим поясом. У барбетів башт «B» і «C» додатково за бронею казематів товщина змешувалась до 100 мм. Передня стінка барбета башти «A» мала постійну товщину 260 мм зверху і до броньованої палуби.
Протиторпедний захист був стандартним для крупних німецьких кораблів і мав таку ж довжину, що й головний броньовий пояс. Протиторпедна перегородка мала товщину 45 мм (у «Зейдіца» 30 мм) до броньової палуби, а вище неї йшла з товщиною 30 мм, здійснюючи функцію протиуламкової перегородки. У крайніх частинах вона обмежувалась 30-мм поперечною перегородкою. Єдиним істотним недоліком бронювання, що виявився під час бойових дій, було розташування бортових торпедних апаратів перед барбетом башти «A», в зоні, незахищеній протиторпедною перегородкою. Це зрештою і призвело до загибелі «Лютцова» в Ютландській битві.

### Озброєння
Головний калібр крейсерів становили вісім 305-мм гармат, розміщених у чотирьох двогарматних баштах. 305-мм гармата SK L/50 мала довжину жерла 50 калібрів і стріляла 3 рази на хвилину. Гармати з жерлами, виготовленими за технологією скріплення циліндрами, мали масу 51,85 тонн і були оснащені горизонтально-ковзаючим затвором системи Круппа. Висока скорострільність досягалась за рахунок вперше застосованих на крупнокаліберних германських гарматах гідравлічних приводів досилача і затвора. Принциповою відмінністю германських гармат від британських було використання заряду, що складвася з двох частин — передньої в шовковому картузі та основної в мідній гільзі. Початковий кут нахилу гармат був −8°, а кут піднесення +13,5°. Під час стрільби бронебійним снарядом масою 405,5 кг з використанням заряду з вибуховою речовиною масою 125,5 кг забезпечувалась початкова швидкість 855 м/с і максимальна дальність стрільби 16 200 м. Після Ютландської битви, для збільшення дальності стрільби, кути нахилу/піднесення змінили до −5,5°/+16°. Це забезпечило дальність стрільби 20 400 м.
Гармати розміщувалися за лінійно-піднесеною схемою — дві башти в носі і дві в кормі. Башти, традиційно для німецького флоту, мали буквене позначення та неофіційні власні імена. З носа в корму йшли башти «А» — «Анна», «Б» — «Берта», «С» — «Цезар» і «Д» — «Дора». «Дерфлінгер» і «Лютцов» оснащувалися баштами зразка 1912 Drh LC / 1912, а «Гінденбург» — більш новими Drh LC / 1913. Горизонтальне обертання зі швидкістю 3° в секунду забезпечувалося електродвигунами, вертикальне переміщення гармат — гідравлічним приводом. На перших двох кораблях у башт «А», «Б» і «С» зарядні погреби розташовувались під снарядними, у башті «Д» розташування було протилежним. На «Гінденбурзі» на всіх чотирьох баштах зарядні погреби були розміщені вище снарядних. Носові башти мали сектори обстрілу 300°, а кормові 310°. Розрахунок башти становив 77 осіб. Під час бою він збільшувався на 12 запасних осіб. Штатний боєкомплект становив 90 снарядів на гармату — 65 бронебійних і 25 фугасних з донним детонатором. Загальний боєкомплект становив 720 снарядів.
Середня артилерія була представлена 150-мм гарматами 15 cm / 45 SK L / 45 з довжиною ствола 45 калібрів. На «Дерфлінгері» і «Лютцові» вони монтувалися в установки MPL C / 06.11, на «Гінденбурзі» — MPL C / 13. На «Лютцові» і «Гінденбурзі», як і на «Зейдліці», стояло 14 гармат. На «Дерфлінгері» — 12. Гармати № 4 по лівому і правому борту були зняті, оскільки на їх місці встановлювалися цистерни Фрама, від установки яких на більш пізні кораблі відмовилися. Маса фугасного снаряду становила 45,3 кг, скорострільність гармат — 5-7 пострілів на хвилину. Дальність стрільби становила 13 500 м, згодом її довели до 16 800 м. Боєкомплект гармат становив 160 снарядів на ствол, відповідно, на «Дерфлінгері» загальний боєкомплект становив 1920 снарядів, на «Лютцові» і «Гінденбурзі» — 2240.
Допоміжна артилерія за початковим проектом мала складатися з 12 скорострільних неуніверсальних гармат 8,8 cm SK L / 45 калібром 88 мм з довжиною ствола 45 калібрів в установках MPL C / 01-06 з боєкомплектом 250 снарядів на ствол. Але «Дерфлінгер» при спуску на воду отримав лише чотири таких гармати, встановлених в носовій надбудові. Замість інших було встановлено вісім 88-мм зенітних гармат 8,8 cm Flak L / 45 з довжиною ствола 45 калібрів в установках MPL C / 13 (зразка 1913 року). Чотири з них розміщувалися навколо носової димової труби, і ще чотири навколо башти «С». На «Дерфлінгері» у 1916 році гармати в носовій надбудові були демонтовані. «Лютцов» отримав вісім зенітних гармат з таким же розташуванням, що і на «Дерфлінгері». На «Гінденбурзі» було встановлено тільки чотири зенітні гармати навколо носової труби. Максимальний кут піднесення гармат становив 70 °, скорострільність 15 пострілів на хвилину, боєкомплект 200 снарядів на ствол.
Торпедне озброєння було представлено чотирма підводними торпедними апаратами — один носовий, один кормовий і два бортових у відсіку перед головним броньовим поясом. На «Дерфлінгері» вони були калібром 500 мм, на «Лютцові» і «Гінденбурзі» — 600 мм. Боєзапас на «Дерфлінгері» і «Лютцові» становив 12 торпед, на «Гінденбурзі» він був збільшений до 16. 600-мм торпеда H8 була оснащена бойовою частиною з вибуховою речовиною масою 210 кг і мала дальність ходу 6000 м при швидкості 36 вузлів або 14 000 м при 30 вузлах.

### Керування артилерійським вогнем

Поздовжній розріз бойової рубки лінійного крейсера SMS Derfflinger

«Дерфлінгер» отримав прилади центрального наведення для керування вогнем головного і середнього калібру у 1915 році, «Лютцов» і «Гінденбург» увійшли в експлуатацію вже з ними. На «Дерфлінгері» були встановлені сім далекомірів Цейса з 15- і 23-кратним збільшенням, що давали задовільні вимірювання на дальностях до 110 каб. (20 400 м). Кожен далекомір обслуговувався двома далекомірниками. По одному далекоміру було встановлено в постах керування вогнем і в кожній башті головного калібру. Башти «Гінденбурга» були оснащені далекомірами з базою 7,8 м, замість 3,05 м на попередніх двох кораблях. У старшого артилериста знаходився суматор, який видавав середнє значення всіх далекомірів.
Крейсери мали три поста керування артвогнем — носовий, кормовий і пост спостереження Носовий пост розташовувався у бойовій рубці, захищеній 350-мм бронею, і займав її задню частину. У ньому було 23 людини — старший артилерист в навушниках покажчика падінь своїх снарядів, третій артилерист (керував вогнем середнього калібру), гардемарин, два далекомірника, три унтер-офіцера біля постів центрального наведення, п'ять матросів служби зв'язку. Під ґратчастим настилом з листового заліза сиділи ще шість матросів-зв'язківців, а ще нижче в основі рубки сиділи резервні унтер-офіцер, унтер-офіцер електротехнік і два матроси служби зв'язку. У бою прорізи рубки закривалися броньовими кришками, тому у старшого артилерійського офіцера був перископ, об'єктив якого виходив на дах бойової рубки. До нього були під'єднані прилади центрального наведення — при наведенні перископа старшим артилерійським офіцером на ціль синхронно з ним переводилися стрілки центрального наведення в баштах. Горизонтальні навідники, обертаючи башту, поєднували з ними нерухомі стрілки башт. Спеціальний унтер-офіцер через бічний окуляр перископа постійно стежив за точним наведенням окуляра на ціль. Перископ був оснащений спеціальним приладом для введення поправки на паралакс. Подібні прилади були встановлені і для артилерії середнього калібру.
У кормовому артилерійському посту, що розміщувався у кормовій бойовій рубці, знаходився другий артилерійський офіцер. На фор-марсі розташовувався пост спостереження, у якому розміщувалися офіцер-спостерігач, зв'язківець з навушниками покажчиків падінь і артилерист, що передавав відомості про падіння снарядів, унтер-офіцер спостерігач артилерії середнього калібру і двоє матросів-зв'язківців.
На кораблях знаходилися два центральних поста керування вогнем — один для 305-мм артилерії і другий для артилерії середнього калібру, в яких знаходилися всі артилерійські прилади і автомати. Сюди ж по телефонам і переговорним трубам надходили всі команди керуючих вогнем і проводилася установка артилерійських приладів для передачі команд до гармат.
У бою первинне наведення гармат по дальності робилося на основі даних далекомірів. Пристрілка здійснювалася половинними залпами — по одній гарматі з кожної башти. Подальше коригування вогню здійснювалось старшим артилеристом за допомогою спостереження за сплесками снарядів. Для розрізнення сплеску власних снарядів у центральному, носовому та наглядовому постах встановлювалися спеціальні прилади-покажчики падіння снарядів. Вони активувалися при замиканні рубильника по команді «залп!» з 20-30-секундною затримкою (залежно від часу польоту снарядів, що відповідав дальності). У своїх навушниках старший артилерист чув звук (характерне биття) покажчиків падінь одночасно всіх трьох постів.

### Силова установка
На крейсерах типу «Дерфлінгер» встановлювалося вісімнадцять тонкотрубних котлів типу Шульце — Торнікрофта (німецький військово-морський тип) у шести відсіках. Чотири котла мали нафтове опалення, ще чотирнадцять були з вугільним опаленням. Переведення частини котлів на нафтове опалення, як і на лінкорах типу «Кьоніг», дозволило забезпечити більшу дальність ходу завдяки вищій питомій теплотворній здатності нафти, швидше підняття парів, дозволяло спростити процедури заправки пальним і скорочувало кількість необхідного обслуговчого персоналу. З 1916 року вугільні котли обладнали форсунками для впорскування нафти при форсуванні. Переведення всіх котлів на нафту, як було зроблено у Англії, не відбувалося через недостатню кількість нафти власного виробництва (а на імпорт в умовах війни розраховувати було не можна) і через використання вугілля як додаткового захисту — ним заповнювалися відсіки за броньовим поясом.
Котли були оснащені двосторонньою топкою і забезпечували тиск пари 16-18 кгс / см². Загальна поверхня нагріву становила 12300 м². Котли розміщувалися у п'яти великих і одному малому відсіках котельних відділень, кожен з яких поділявся центральною перегородкою на два котельних відділення. У чотирьох носових котельних відділеннях стояло по одному котлу на нафті. У наступних шести великих котельних відділеннях стояло по два котли на вугіллі. У двох кормових малих котельних відділеннях стояло по одному котлу на вугільному опаленні. На «Гінденбурзі» розташування котлів в котельних відділеннях було дещо іншим. У перших двох також стояли котли на нафті. За ними йшли чотири відділення з двома котлами на вугіллі в кожному, потім два котельних відділення по одному котлу на нафті, далі ще два відділення по два котла вугільного опалення, і у кормовій частині також стояли два малих котельних відділення по одному вугільному котлу в кожному.
Турбінна установка була стандартною для німецьких лінійних крейсерів починаючи з «Фон дер Танна» — два комплекти турбін Парсонса високого і низького тиску, що працюють напряму без редуктора на чотири вали. Відмінністю від «Зейдліца» було те, що замість трьох машинних відділень, їх було чотири. Машинні відсіки, так само як котельні, розділялися центральною перегородкою на два відділення. У двох машинних відділеннях, розташованих ближче до носа, навколо башти «С», розташовувалися турбіни високого тиску з активними колесами. Вони працювали на зовнішні вали. Між баштами «С» і «Д» ще у двох машинних відділеннях стояло по одній турбіні низького тиску з приводом на внутрішні вали. Під ними знаходилися головні конденсатори (холодильники). Номінальна проектна потужність турбін на валах для «Дерфлінгера» становила 63 000 к.с., що забезпечувало йому розрахункову швидкість 26,5 вузлів, на «Гінденбурзі» потужність турбін становила 72000 к.с., які мали забезпечувати йому розрахункову швидкість 27 вузлів. Турбіни заднього ходу мали потужність 28000 к.с. Турбіни приводили в обертання чотири трилопатевих гвинта, які мали діаметр 3,9 м на «Дерфлінгері» і «Лютцові», і 4 м на «Гінденбурзі».
Нормальний запас пального становив 750 т вугілля і 250 т нафти. Повний запас вугілля на «Дерфлінгері» становив 3500 т, на «Лютцові» і на «Гінденбурзі» — 3700 т. Повний запас нафти становив 1000 т на «Дерфлінгері» і «Лютцові» і 1200 т на «Гінденбурзі». Це забезпечувало «Дерфлінгеру» дальність плавання 3100 миль при швидкості 24,25 вузла, 5400 миль при 16 вузлах, і 5600 миль при 14 вузлах. «Гінденбург» за рахунок більшого запасу палива мав максимальну дальність ходу 6100 миль при 14 вузлах.
Випробування крейсерів проводилися не на Нейкрузькій мірній милі на Балтиці, а на мілководній Бельтскій милі при глибині дна усього лише 35 м, що позначилося на результатах. На випробуваннях «Дерфлінгер» при осадці, на 1 м меншій за проектну, розвинув форсовану потужність машин на 21,6 % більше розрахункової — 76634 к.с. При частоті обертання гребних валів 280 об/хв це забезпечило йому швидкість 25,5 вузлів. «Лютцов» при осадці, на 0,3 м меншій за проектну, видав потужність 80 990 к.с., що при частоті обертання гребних валів 277 об/хв забезпечило йому швидкість 26,4 вузла. «Гінденбург» при осіданні на 0,75 м менше проектного показав швидкість 26,6 вузла, розвинувши потужність 95777 к.с. при частоті обертання гребних валів 290 об/хв. На глибокій воді при нормальній осадці швидкість мала бути щонайменше на 2 вузла більшою (28 вузлів для «Дерфлінгера», 28,3 вузла для «Лютцова» і 28,5 вузлів для «Гінденбурга»).
Електроенергією напругою 220 В корабель забезпечували два турбогенератора і два дизель-генератора. Два відділення турбомашин, по одному турбогенератору в кожному, розташовувалися над носовими машинними відділеннями. Перед носовими погребами розташовувалися два дизель-генератора. Сумарна потужність цих агрегатів становила 1660 кВт на «Дерфлінгері», 1520 кВт на «Лютцові» і 2120 кВт на «Гінденбурзі».

## Тактико-технічні характеристики
| Тактико-технічні характеристики кораблів серії          | Тактико-технічні характеристики кораблів серії | Тактико-технічні характеристики кораблів серії | Тактико-технічні характеристики кораблів серії |
|                                                         | «Дерфлінгер»                                   | «Лютцов»                                       | «Гінденбург»                                   |
| Розміри                                                 | Розміри                                        | Розміри                                        | Розміри                                        |
| ------------------------------------------------------- | ---------------------------------------------- | ---------------------------------------------- | ---------------------------------------------- |
| Водотоннажність нормальна, т                            | 26 600                                         | 26 741                                         | 26 947                                         |
| повна, т                                                | 31 200                                         |                                                | 31 500                                         |
| Довжина між перпендикулярами, м                         | 210,4                                          | 210,4                                          | 212,8                                          |
| Довжина по КВЛ, м                                       | 210                                            | 210                                            | 212,5                                          |
| Ширина, м                                               | 29                                             | 29                                             | 29                                             |
| Осадка, м                                               | 9,2                                            | 9,2                                            | 9,29                                           |
| при повній водотоннажності, м                           | 9,56                                           | 9,56                                           | 9,57                                           |
| Екіпаж, чол.                                            | 1112—1182                                      | 1112—1182                                      | 1112—1182                                      |
| Озброєння                                               |                                                |                                                |                                                |
| 30,5 cm L/50                                            | 8                                              | 8                                              | 8                                              |
| 15 cm L/45                                              | 12                                             | 14                                             | 14                                             |
| 8,8 cm                                                  | 8                                              | 8                                              | 8                                              |
| ТА                                                      | 4×500                                          | 4×600                                          | 4×600                                          |
| Бронювання, мм                                          |                                                |                                                |                                                |
| Палуба                                                  | 30                                             | 30                                             | 30                                             |
| Пояс                                                    | 300                                            | 300                                            | 300                                            |
| Бойова рубка                                            | 300                                            | 300                                            | 300                                            |
| Башти                                                   | 270                                            | 270                                            | 270                                            |
| Барбет                                                  | 260                                            | 260                                            | 260                                            |
| Силова установка                                        |                                                |                                                |                                                |
| Гвинти                                                  | 4×3,9-м                                        | 4×3,9-м                                        | 4×4,0-м                                        |
| Турбіни                                                 | 4                                              | 4                                              | 4                                              |
| Котли                                                   | 14 вугільних и 4 нафтових                      | 14 вугільних и 4 нафтових                      | 14 вугільних и 4 нафтових                      |
| Потужність номінальна, к.с.                             | 63 000                                         | 63 000                                         | 72 000                                         |
| Форсована, к.с.                                         | 76 634                                         | 80 988                                         | 95 777                                         |
| Швидкість номінальна, вузли                             | 26,5                                           | 26,5                                           | 27                                             |
| максимальна, вузли (оберти)                             | 25,5 (280)                                     | 26,4                                           | 26,6                                           |
| Запас пального нормальний, вугілля                      | 750                                            | 750                                            | 750                                            |
| нафта                                                   | 250                                            | 250                                            | 250                                            |
| Запас пального максимальний, вугілля                    | 3500                                           | 3700                                           | 3700                                           |
| нафта                                                   | 1000                                           | 1000                                           | 1200                                           |
| Максимальна дальність ходу, милі (при швидкості, вузли) | 5600 (14)                                      | 5600 (14)                                      | 6100 (14)                                      |

## Представники

### Історія будівництва
Замовлення на будівництво першого корабля серії було розміщено у 1912 році на верфі «Блом унд Фосс» в Гамбурзі. Крейсер отримав індекс «K» і під заводським номером 213 був закладений 30 березня 1912 року. Церемонія спуску на воду відбулася 14 червня 1913 року. Хрещеним батьком корабля став генерал Август фон Макензен. За вказівкою кайзера Вільгельма II він нарік новий корабель іменем «Дерфлінгер», на честь Георга фон Дерфлінгера, німецького фельдмаршала часів Тридцятилітньої війни. Під час спуску на воду стався конфуз — корпус крейсера зрушився на 30-40 см і зупинився. Верф використала спусковий пристрій з трьома полозками, і насалку з середніх полозків під великим навантаженням в умовах спеки просто видавило. Демонтаж середніх полозків потребував певного часу, і крейсер зійшов зі стапеля лише 12 липня 1913 року. Усього будівництво корабля тривало 30 місяців — 15,5 місяців стапельний період і 14,5 місяців добудова на плаву. Контрактна вартість побудови крейсера склала 56 млн золотих марок або 28 млн рублів золотом за цінами того часу.
Другий корабель серії будувався за програмою 1912 року. Замовлення на будівництво вперше із часу побудови «Блюхера» отримала не «Блом унд Фосс», а інша приватна верф — «Шихау» (англ. Schichau-Werke) в Данцигу. Корабель під будівельним номером 885 був закладений 15 травня 1912 року. Відповідно до закону про флот, на відміну від «Дерфлінгера», новий крейсер йшов не як доповнення до флоту, а на заміну старого крейсера «Кайзерін Августа», тому при закладці отримав назву «Ерзац Кайзерін Августа». Урочиста церемонія спуску відбулася 29 листопада 1913 року. Від свого хрещеного батька, гофмаршала Максиміліана, графа фон Пюклера, барона фон Гродіца крейсер отримав ім'я «Лютцов» на честь прусського генерала епохи наполеонівських війн Адольфа фон Лютцова. 8 серпня 1915 крейсер був попередньо введений до складу флоту і переведений в Кіль на дооснащення та озброєння. Будівництво крейсера тривало 36 місяців — 16 місяців стапельний період і 20 місяців добудова на плаву. Вартість будівництва склала 58 млн золотих марок (29 млн рублів золотом). 25 жовтня 1915 під час проведення ходових випробувань сталася серйозна аварія турбіни низького тиску лівого борту. Ремонт в Кілі зайняв ще сім місяців до січня 1916. Випробування були завершені 19 лютого 1916, і «Лютцов» був готовий до виходу в море лише 20 березня 1916 року.

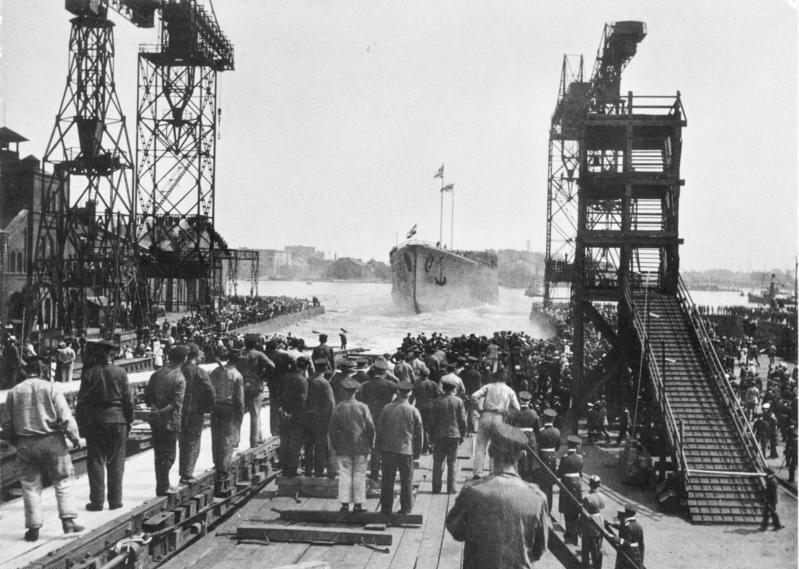
Спуск на воду «Гінденбурга», 1 серпня 1915 року

Третій корабель серії будувався за дещо зміненим проектом, розробка якого велася шість місяців головним конструктором Дітріхом — з травня по жовтень 1912 року. У 1913 році рейхстаг затвердив витрати на його будівництво. Як і «Лютцов», він будувався на заміну одного зі старих крейсерів — «Герти». 30 червня 1913 року на державній верфі у Вільгельмсгафені під будівельним номером 34 був закладений кіль нового крейсера, що отримав назву «Ерзац Герта». З початком війни його будівництво сильно уповільнилося, оскільки верф займалася переоснащенням кораблів резервного флоту для активних бойових дій та ремонтом пошкоджених в бою кораблів. Спуск корабля на воду відбувся лише 1 серпня 1915. Крейсер отримав ім'я на честь відомого воєначальника Першої світової війни генерал-фельдмаршала Пауля фон Гінденбурга. Потреба німецького флоту у лінійних крейсерах була дуже велика (наслідки скорочення їхнього будівництва згідно з другою поправкою про флот і загибелі «Лютцова»). Тому, навіть після оголошення необмеженої підводної війни у січні 1917 року, коли будівництво інших великих кораблів було припинене, роботи по «Гінденбургу» були продовжені. У квітні 1917 року його корпус був дещо пошкоджений лінкором «Гельголанд», що виходив з доку після ремонту. 10 травня 1917 року корабель був готовий до випробувань і 25 жовтня, після їх закінчення, став у стрій кайзерівського флоту, ставши останнім великим кораблем Німеччини, який увійшов в дію до кінця Першої світової війни. Будівництво корабля тривало 43 місяці — стапельний період склав 22 місяці та добудова на плаву 21 місяць. Вартість будівництва склала 59 млн золотих марок (29,5 млн рублів золотом за курсом того часу).
| Назва        | Ім'я при закладенні      | Верф                         | Зав. № | В-сть. млн M | Замовлення | Закладення | Спуск на воду | Ввід у стрій | Доля |
| ------------ | ------------------------ | ---------------------------- | ------ | ------------ | ---------- | ---------- | ------------- | ------------ | --- |
| «Дерфлінгер» | «K»                      | Блом унд Фосс, Гамбург       | № 213  | 56           | 1912       | 30.03.1912 | 12.07.1913    | 01.09.1914   | Затоплений власним екіпажем у Скапа-Флоу 21 червня 1919 року, піднятий у 1939, розібраний на метал після 1946 року |
| «Лютцов»     | «Ерзац Кайзерін Аугуста» | Шихау, Данциг                | № 885  | 58           | 1912       | 15.05.1912 | 29.11.1913    | 08.08.1915   | Затоплений екіпажем 1 червня 1916 після пошкоджень, отриманих в ході Ютландської битви                             |
| «Гінденбург» | «Ерзац Герта»            | Імп. верф у Вільгельмсгафені | № 34   | 59           | 20.04.1913 | 01.10.1913 | 01.08.1915    | 10.05.1917   | Затоплений власним екіпажем у Скапа-Флоу 21 червня 1919, піднятий у 1930 році, розібраний на метал у 1930—1932 рр. |

### Служба

#### «Дерфлінгер»
Корабель був готовий до випробувань 1 вересня 1914 року. Ще навесні заводський екіпаж перевів його з Гамбурга у Кіль через Скагеррак. Перед оголошенням війни з 27 по 30 липня ще не до кінця готовий «Дерфлінгер» був включений у систему захисту Кільської бухти. Випробування велися за прискореною програмою, і він став у стрій у жовтні 1914 і був включений до складу 1-ї розвідувальної групи, куди окрім нього входили лінійні крейсери «Фон дер Танн», «Мольтке» і «Зейдліц». Однак через неполадки у турбінах і необхідність доопрацювання перший бойовий похід «Дерфлінгера» відбувся лише 20 листопада 1914 року.
15-17 грудня «Дерфлінгер» з іншими кораблями 1-ї розвідувальної групи прикривав постановку мін крейсером «Кольберг» і брав участь у складі 1-ї розвідувальної групи в обстрілі Скарборо і станції берегової служби біля Вітбі. «Дерфлінгер» і «Фон дер Танн» обстрілювали порт Скарборо. 24 січня 1915 «Дерфлінгер» брав участь у битві біля Доггер-банки, йдучи під номером 3 в строю бойової лінії. Обстрілюючи по черзі «Лайон», «Тайгер» і «Принцес Ройал», під час бою «Дерфлінгер» випустив 310 305-мм снарядів, здійснивши 5-6 влучань. Спільно з «Мольтке» і на «Зейдліцом» завдав тяжких ушкоджень флагманському «Лайону», що призвели до його виходу з бою і втрати ходу. Сам «Дерфлінгер» зазнав влучання одним 343-мм снарядом у броньовий пояс і два близьких розрива.
Втрат серед екіпажу не було, і після двадцятиденного ремонту 16 лютого крейсер був готовий до продовження бойових дій. Брав участь у набігах німецького флоту на британське узбережжя у березні, квітні і травні 1915 року. 28 червня сталася серйозна поломка носової турбіни, і «Дерфлінгер» місяць провів на ремонті, повернувшись у Північне море 31 серпня 1915 року. 6-7 березня 1916 року брав участь в обстрілі Хуфдена, а 24 квітня 1916 — в обстрілі Ярмута.

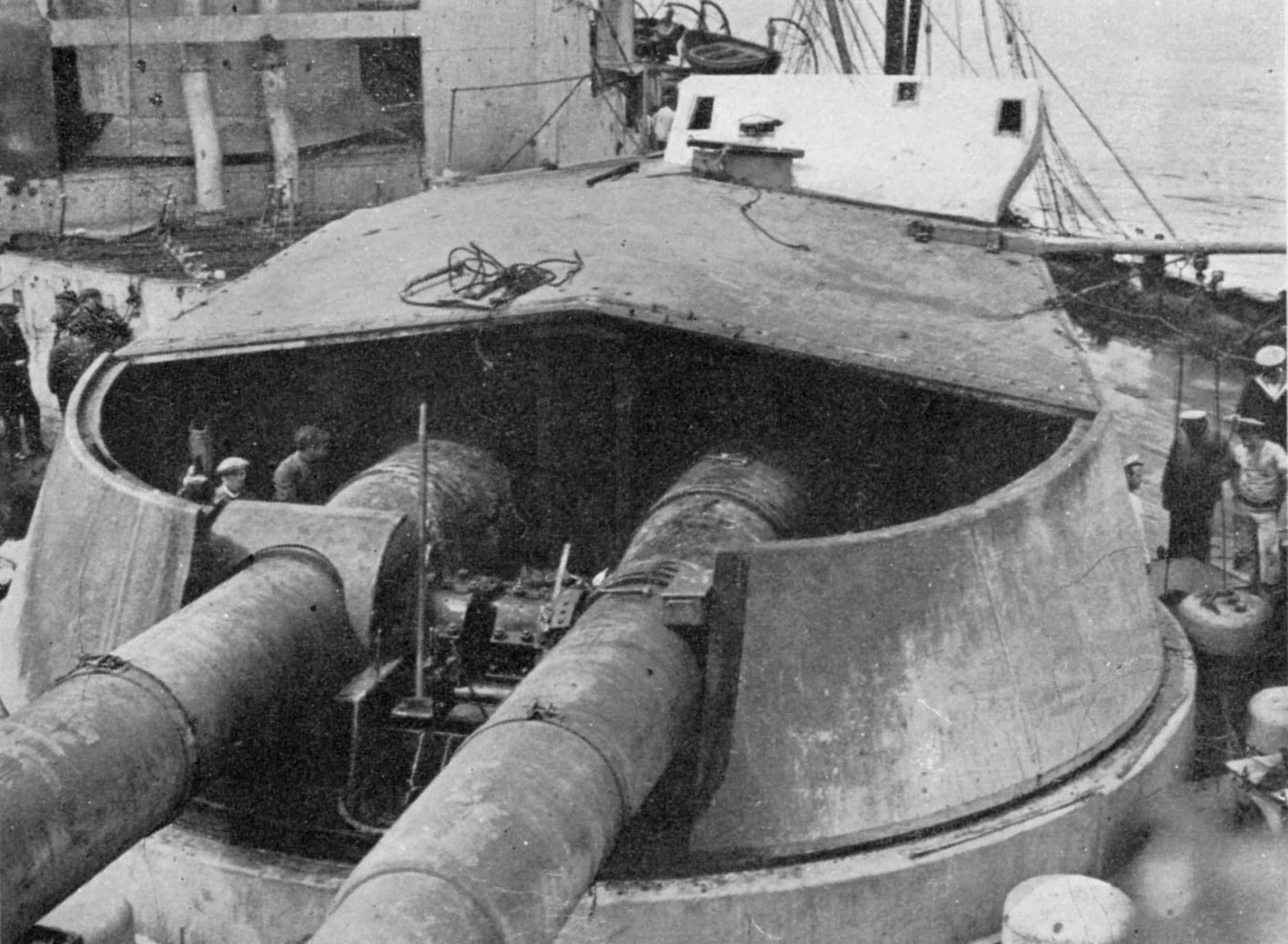
Пошкодження башти «Лайона» від вогню «Лютцова» під час Ютландскої битви

31 травня — 1 червня брав участь у Ютландській битві, йдучи в бойовій лінії німецьких лінійних крейсерів під другим номером, слідом за флагманським «Лютцовим». Під час бою «Дерфлінгер» іноді стріляв кожні 20-25 секунд, випустивши 385 305-мм снарядів і досягнувши принаймні 16 влучань. З них шість — у «Принцес Роял», три — у «Квін Мері», чотири — в «Бархем» і три — в «Інвінсібл». Одинадцятьма залпами «Дерфлінгер» потопив лінійний крейсер «Квін Мері», який злетів у повітря о 16:26. О 18:30 після влучань з «Дерфлінгера» і «Лютцова» у результаті вибуху боєкомплекту затонув «Інвінсібл».
Сам крейсер отримав 21 влучання снарядами великого калібру і 9 влучань снарядами середнього калібру. Під час першої фази бою з британськими лінійними крейсерами «Дерфлінгер» не отримав пошкоджень. У другій фазі бою авангардів — «бігу на північ», при переслідуванні ескадри Бітті, крейсер отримав п'ять влучань з лінкорів 5-ї ескадри з дистанції понад 100 кабельтових, не маючи можливості самому відповідати вогнем через недостатню дальність стрільби гармат. Більшу частину влучань (з 8-го по 20-е) крейсер отримав після 20:12, прикриваючи відхід Флоту відкритого моря і ведучи перестрілку з лінкорами Гранд-Фліту. На деякий час крейсер навіть змушений був зупинитися і обрубати обвислі пошкоджені протимінні сітки, щоб вони не намотались на гвинти (на британських кораблях їх зняли ще на початку війни, на німецьких — після Ютландскої битви). В результаті влучань до кінця бою корабель прийняв близько 3400 тонн забортової води, башти «С» і «Д» згоріли практично з усіма, хто був усередині, а загальні втрати склали 157 убитих і 26 поранених. За завзятість у бою крейсер отримав від англійців прізвисько «Залізний пес» (англ. «Iron Dog»).
Ремонт, під час якого крейсер отримав триногу щоглу і збільшені кути стрільби гармат головного калібру, тривав до 15 жовтня. В кінці листопада, після бойової підготовки у Балтійському морі, «Дерфлінгер» повернувся в стрій флоту. За проміжок часу, що залишався до закінчення Першої світової війни, крейсер нічим особливим не відзначився, займаючись сторожовою охороною і прикриттям мінних постановок, виходів підводних човнів і легких сил.
Після підписання перемир'я корабель був інтернований 24 листопада 1918 разом з усім Флотом відкритого моря до Скапа-Флоу на Оркнейських островах. Там він і був затоплений власним екіпажем 21 червня 1919 року. «Дерфлінгер», що лежав на глибині 30 м кілем догори, був піднятий одним з останніх у 1938 році. Через війни розбирання корабля на метал було розпочато лише в 1946 році. Роботи з розбирання крейсера тривали 15 місяців. Англійська фірма, що розбирала корабель на металобрухт, згодом передала морському аташе ФРН піднятий судновий дзвін і службову печатку. Ці експонати були доставлені навчальним фрегатом бундесмаріне «Шеєр» до Німеччини 30 серпня 1965 року.

#### «Лютцов»
«Лютцов», як і всі лінійні крейсери, увійшов до складу 1-ї розвідувальної групи. 24 березня 1916 року вийшов у свій перший бойовий похід у Північне море разом з «Зейдліцом» і «Мольтке» в район банки Амрум на пошук англійських міноносців. Пошук був безрезультатний. 21-22 березня він у складі 1-ї розвідувальної групи брав участь в обстрілі Ловестофта і Ярмута (англ. Bombardment of Yarmouth and Lowestoft). Під час переходу флагманський корабель 1-ї розвідувальної групи «Зейдліц» підірвався на міні, і адмірал разом зі штабом перейшов на «Лютцов» (в цей час Хіппер хворів, і його тимчасово заступав контр-адмірал Бедікер).
31 травня 1916року вже під прапором Гіппера на чолі колони німецьких лінійних крейсерів — «Дерфлінгера», «Зейдліца» і «Мольтке» — він вийшов на чолі Флоту відкритого моря в похід, який завершився Ютландською битвою. Під час бою стрільба крейсера під керівництвом старшого артилериста фрегаттен-капітана Пашена була однією з найкращих. На відміну від «Дерфлінгера», який стріляв напівзалпами — по одній гарматі з кожної башти, «Лютцов» стріляв по черзі повними залпами носових і кормових башт. Випустивши 380 305-мм снарядів (52,7 % боєкомплекту), у тому числі 200 фугасних, він за оцінками здійснив 19 влучень (5 % від випущених снарядів). З них тринадцять влучило в «Лайон», одне в «Бархем», два в «Інвінсібл» і три в «Діфенс». Його вогнем був потоплений «Діфенс» і, спільно з «Дерфлінгером», «Інвінсібл», а також нанесені тяжкі ушкодження «Лайону» (результат бою для «Лайона» міг би бути набагато гіршими, якби «Лютцов» не вів на початку бою стрільбу фугасними снарядами, а, як і «Дерфлінгер», перейшов на бронебійні).
Сам же крейсер зазнав щонайменше 24 влучання снарядами великих калібрів (4 — 381-мм, 12 — 343-мм і 8 — 305-мм снарядами). Більшість влучань припало на носову частину корабля. Особливо важкі наслідки були заподіяні вісьмома 305-мм снарядами з «Інвінсібла» і, можливо, «Інфлексібла» протягом 8 хвилин під час «основного бою флоту» незабаром після відкриття вогню о 19:20. Два снаряди (12-е і 13-е попадання) влучили нижче броньового поясу в носову частину крейсера перед баштою «А» в районі відділення бортових торпедних апаратів. Це місце не було захищене протимінною перегородкою, і носові відсіки стали швидко заповнюватися водою. 14-й і 15-й снаряди розірвалися поруч з місцями влучань 12-го і 13-го. «Лютцов» за короткий проміжок часу прийняв 2000 тонн води, і осадка носом збільшилася на 2,4 метра. Він був змушений покинути стрій, і в 19:47 Хіппер тимчасово передав командування командиру «Дерфлінгера» Хартогу і перейшов на есмінець G-39.
Задня перегородка торпедного відсіку товщиною 30 мм не витримувала натиску води, і крейсеру іноді доводилось сповільнювати хід до трьох вузлів. З 20:05, під час другого бою флоту, «Лютцов» зазнав ще декілька влучань з лінкорів Гранд-Фліту. Системи відкачки води не могли впоратися, і ближче до вечора сталося затоплення зарядного і снарядного погребів башт «А» і «Б». Корабель поступово занурювався у воду, і до 00:45 1 червня під воду пішла уся палуба аж до башти «А». Вода дісталася до носових котельних відділень, і їх довелось покинути. Спроба йти заднім ходом не мала успіху через те, що виникли проблеми з керованістю в умовах неспокійного моря.
До другої години ночі бак був вже на глибині двох метрів під водою, а осадка носом становила 17 метрів. Командир «Лютцова» Гардер наказав покинути корабель. Вода дійшла до нижнього краю командного містка, стволи башти «А» зникли під водою, а корма і гвинти повністю вийшли з води. За розрахунками корабель прийняв близько 8319 тонн води — 4209 тонн нижче броньованої палуби і 4110 тонн вище неї. Екіпаж перейшов на есмінці G-37, G-38, G-40 і V-45, які його супроводжували. О 2:45 есмінець G-38 випустив по «Лютцову» 2 торпеди, крейсер перевернувся через правий борт і о 2:47 затонув за 60 миль від Горнсрифа (англ. Horns Rev) в точці з координатами 56°15′ с. ш. 5°53′ в. д. Втрати екіпажу склали 115 вбитих и 50 поранених.

#### «Гінденбург»

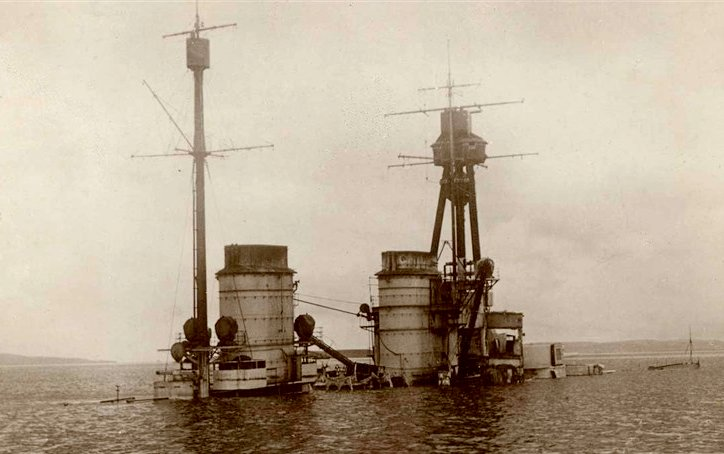
Надбудови затопленого у Скапа-Флоу «Гінденбурга», 21 червня 1919 року

25 жовтня «Гінденбург» перейшов з Кіля до Вільгельмсгафена і увійшов до складу 1-ї розвідувальної групи. З 6 листопада 1917 року у складі 1-ї розвідгрупи був включений в бойову охорону Німецької бухти. 17 листопада здійснив перший бойовий вихід разом з «Мольтке» для надання допомоги 2-й розвідгрупі крейсерів в бою проти британців, чиї сили переважали. Проте англійці ухилились від бою, і «Гінденбург» не зробив жодного пострілу. В листопаді 1917 року командувач 1-ї розвідувальної групи віце-адмирал Хіппер переніс свій прапор з «Зейдліца» на «Гінденбург». Проте, оскільки Гіпперу було доручене ще й забезпечення охорони Німецької бухти, він частіше тримав свій прапор на старому крейсері «Ніобе», що використовувався як блокшив.
Взяв участь у поході Флоту відкритого моря з 23 по 25 квітня 1918 року. Похід було перервано через аварію турбіни на «Мольтке». З 29 червня по 1 серпня прикривав тральні сили, що забезпечували вихід великого конвою підводних човнів на «шлях 500». Крейсеру так і не довелось брати участь в
реальних бойових діях. За умовами перемир'я «Гінденбург» увійшов до переліку інтернованих кораблів і 24 листопада прибув до Скапа-Флоу.
Затоплений власним екіпажем 21 червня 1919 року. Єдиний з крупних кораблів ліг на дно на рівний кіль. Лежав на глибині 22 м, тому під час відпливу виступала навіть шлюпочна палуба і ходовий місток. Перші невдалі спроби його підняти робились з травня 1926 року. «Гінденбург» був піднятий лише 24 червня 1930 року. 23 серпня був відбуксований в Розайт і в 1931—1932 роках розібраний на метал. Корабельний дзвін крейсера 17 серпня 1936 року був переданий Німеччині і доставлений на Батьківщину легким крейсером «Нептун» и в результаті встановлений на борту кишенькового лінкора «Дойчланд».

## Аналоги

### «Лайон»

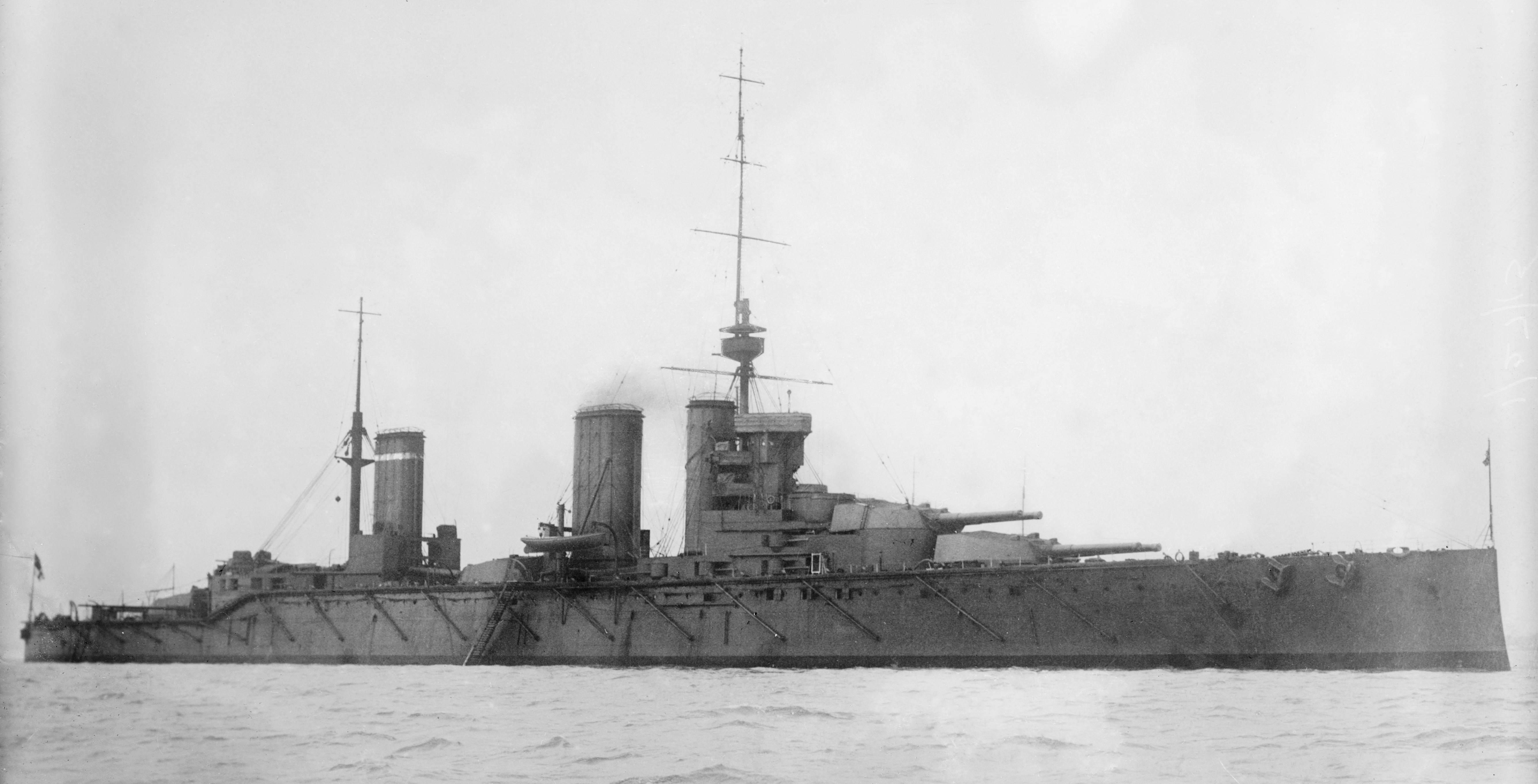
Лінійний крейсер «Лайон», 1913 рік

Три британських лінійних крейсера типу «Лайон» стали першими лінійними крейсерами з 13,5-дюймовою артилерією. У порівнянні з німецькими лінійними крейсерами вони відрізнялись дисбалансом між наступальною міццю й досить слабким захистом. Наявність 343-мм гармат і досконалої системи управління артилерійським вогнем дозволяло стріляти на дальності до 22 000 м (118 каб.). При цьому пояс, лоб башт і барбет були захищені тільки 229-мм бронею, що було набагато гірше, ніж у сучасного їм німецького «Зейдліца» (300, 250 і 230 мм відповідно). Гіршим в порівнянні з німецькими крейсерами був і протимінний захист. Крейсери цього типу активно брали участь у боях Першої світової війни. Загибель «Квін Мері» під час Ютландскої битви від вибуху боєзапасу показала недостатній захист башт і погребів і проблеми з вибухонебезпекою кордиту, що використовувався як метальний заряд. Незважаючи на табличну рівність швидкостей повного ходу, німецьким лінійним крейсерам жодного разу не вдалося втекти від «кішок» адмірала Фішера. Багато в чому це було пов'язано з тим, що на англійських кораблях використання нафти було більш поширене. При тривалому, протягом декількох годин, плаванні корабля на великій швидкості у вугільних котлах накопичувався шлак, який не встигали вичищати. Це поступово знижувало їх паропродуктивність, що, в свою чергу, знижувало максимальну швидкість ходу корабля.

### «Тайгер»
Спочатку «Тайгер» планувався як четвертий крейсер класу «Лайон», але згодом його проект був суттєвио змінений. Завдяки розміщенню машинного відділення між двома кормовими баштами артилерію головного калібру вдалося розташувати за лінійно-піднесеною схемою. За рахунок певного збільшення ширини на кораблі вдалося розмістити більш потужну силову установку, що дозволило крейсеру досягти швидкості 29 вузлів. Разом з тим, «Тайгер» зберіг головний недолік свого прототипу — слабкий захист. Схема бронювання практично не змінилася, і він також отримав 229-мм броньовий пояс і захист башт.

### «Конго»

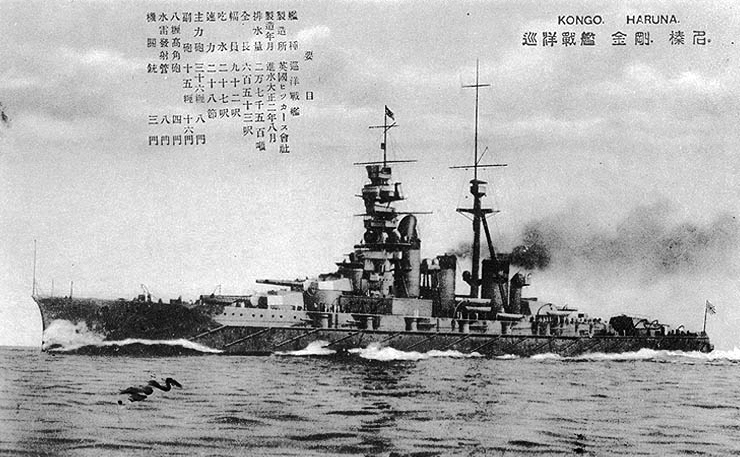
Лінійний крейсер «Конго», 1925 рік

Перед Першою світовою війною Японія ввела в стрій лінійний крейсер типу «Конго». Його проект був розроблений фірмою «Віккерс» і являв собою удосконалений «Лайон». «Конго» був озброєний вісьмома 356-мм гарматами в чотирьох баштах, розміщених за лінійно-піднесеною схемою. На момент введення в дію це були найбільші гармати на лінійних крейсерах. Броня була зменшена до 203-мм в порівнянні з прототипом, оскільки японці розраховували вести бій на великій дальності. Утриманню противника на вигідній дистанції бою мала сприяти досить висока швидкість — на випробуваннях «Конго» видав 27,5 вузла. Дуже значною була дальність плавання — 8000 миль 14-вузловим ходом, значно більшою, ніж у британських і німецьких однокласників. Перший крейсер серії був побудований у Великій Британії, ще три — на японських верфях. Японцям вдалося створити досить потужний корабель, який деякими фахівцями вважається найкращим лінійним крейсером у світі. Разом з тим суттєвими недоліками були досить слабке бронювання і відсутність на момент введення в дію командно-далекомірного поста.

## Порівняльна оцінка проекту
При порівнянні «Дерфлінгера» з його основними суперниками — британськими лінійними крейсерами — звертає на себе увагу наявність у німецького корабля більш збалансованого співвідношення між наступальними і оборонними можливостями. В першу чергу це викликано різними тактичними вимогами. На відміну від вимог Фішера, що ставив на перше місце крейсерські функції, «Дерфлінгер» з самого початку був розрахований на умови лінійного бою. Тому закономірно, що Ютландська битва, під час якої загинуло три британських лінійних крейсера, показала велику пристосованість «Дерфлінгера» до боїв з рівним супротивником. Їх відрізняло потужне бронювання і досконалий конструктивний захист. Ахіллесовою п'ятою була наявність незахищеного броньовим поясом і протимінною перегородкою великого відсіку бортових торпедних апаратів перед носової баштою ГК, що призвело до загибелі «Лютцова» в Ютландському бою. У тому ж Ютландському бою під час переслідування британських лінкорів типу «Квін Елізабет», озброєних 381-мм гарматами, проявився ще один недолік — недостатня дальність стрільби 305-мм гармат. Цю проблему довелося вирішувати в ході експлуатації шляхом збільшення під час ремонтів максимальних кутів підйому стволів.
Існує досить поширена думка, що за покращене бронювання німецьких лінійних крейсерів платою стало погіршення озброєння, швидкості і дальності ходу. Але дальність і реальна максимальна швидкість ходу у «Дерфлінгера» зрівнянна з «Лайоном» і «Тайгером». За потужністю ж його 305-мм гармати трохи поступаються 343-мм гарматам британських крейсерів. Багатьма фахівцями проект «Дерфлінгера» вважався більш збалансованим в порівнянні з його британськими однокласниками. Співвідношення наступальних і оборонних можливостей яскраво характеризують наступні цифри. Броньовий пояс «Тайгера» снаряди «Дерфлінгера» могли пробити з відстані 11700 м. Товсту німецьку броню «Тайгер» міг пробити з відстані лише 7800 м.
При детальнішому розгляді стає видно, що більшу масу броні німецьким кораблебудівникам вдалося встановити за рахунок меншої відносної ваги корпуса і силової установки:
| Співвідношення вагових навантажень у % до нормальної водотоннажності | Співвідношення вагових навантажень у % до нормальної водотоннажності | Співвідношення вагових навантажень у % до нормальної водотоннажності | Співвідношення вагових навантажень у % до нормальної водотоннажності |
|                                                                      | «Лютцов»                                                             | «Лайон»                                                              | «Тайгер»                                                             |
| -------------------------------------------------------------------- | -------------------------------------------------------------------- | -------------------------------------------------------------------- | -------------------------------------------------------------------- |
| озброєння                                                            | 12,7                                                                 | 12,3                                                                 | 12,65                                                                |
| механізми                                                            | 14,2                                                                 | 20,2                                                                 | 20,7                                                                 |
| броня                                                                | 35,5                                                                 | 24,2                                                                 | 25,9                                                                 |
| корпус                                                               | 30,5                                                                 | 36,5                                                                 | 34,3                                                                 |

За рахунок застосування котлів з трубками малого діаметра розміри котельних відділень були набагато менші, ніж у британських крейсерів. Так, кочегарки на «Гінденбурзі» займали об'єм 6895 м³, а площа настилу становила 881 м². На «Тайгері» ці цифри становили відповідно 9230 м³ і 1106 м². Машинні відділення «Гінденбурга» займали 2954 м³ і 475 м², а у «Тайгера» 6731 м³ та 646 м². У «Гінденбурга» турбінні відділення лівого і правого борту займали об'єм по 1022 м³, у «Тайгера» — одне тільки турбінне відділення лівого борту займало 2170 м³. У поєднанні з високим бортом «Тайгера» (плата за кращу мореплавність) це призводило до великого об'єму нераціонально використовуваного внутрішньокорпусного простору. Цікаво також порівняти вагу складових силової установки «Дерфлінгера» з силовою установкою «Принцес Роял», що мав найлегшу силову установку серед крейсерів типу «Лайон»:
|                                  | «Дерфлінгер»                     | «Дерфлінгер»                     | «Принцес Роял»                   | «Принцес Роял»                   |
| Маса складових силової установки | Маса складових силової установки | Маса складових силової установки | Маса складових силової установки | Маса складових силової установки |
|                                  | т                                | %                                | т                                | %                                |
| -------------------------------- | -------------------------------- | -------------------------------- | -------------------------------- | -------------------------------- |
| Котли                            | 1443                             | 42,7                             | 2327                             | 47,7                             |
| Турбіни                          | 1146                             | 33,9                             | 1803                             | 37                               |
| Вали і гвинти                    | 217                              | 6,4                              | 256                              | 5,2                              |
| Допоміжні механізми              | 576                              | 17                               | 491                              | 10,1                             |
| Усього                           | 3382                             | 100                              | 4877                             | 100                              |
| Параметри ЕУ                     |                                  |                                  |                                  |                                  |
| Номінальна потужність, к.с.      | 63 000                           | 63 000                           | 70 000                           | 70 000                           |
| Питома потужність, к.с./т        | 18,63                            | 18,63                            | 14,35                            | 14,35                            |

Невипадково крейсери типу «Дерфлінгер» вважаються вельми потужним і досконалим проектом, і багатьма фахівцями визнаються найкращими лінійними крейсерами Першої світової війни, які по суті стали провісниками нового класу швидкохідних лінкорів.
| Порівняльні характеристики линійних крейсерів часів Першої світової війни | Порівняльні характеристики линійних крейсерів часів Першої світової війни | Порівняльні характеристики линійних крейсерів часів Першої світової війни | Порівняльні характеристики линійних крейсерів часів Першої світової війни | Порівняльні характеристики линійних крейсерів часів Першої світової війни | Порівняльні характеристики линійних крейсерів часів Першої світової війни |
|                                                                           | «Дерфлінгер»                                                              | «Зейдліц»                                                                 | «Лайон»                                                                   | «Тайгер»                                                                  | «Конго»                                                                   |
| ------------------------------------------------------------------------- | ------------------------------------------------------------------------- | ------------------------------------------------------------------------- | ------------------------------------------------------------------------- | ------------------------------------------------------------------------- | ------------------------------------------------------------------------- |
| Розміри Д×Ш×О, м                                                          | 210×29×9,2                                                                | 200×28,5×9,09                                                             | 213,4×27×8,4                                                              | 214,6×27,6×8,7                                                            | 214,5×28×8,4                                                              |
| Водотоннажність, т, нормальна (повна)                                     | 26 600 (31 200)                                                           | 24 988 (28 550)                                                           | 26 270 (29 680)                                                           | 28 430 (35 710)                                                           | 27 500 (32 200)                                                           |
| Швидкість ходу розрахункова потужність ПТУ номінальна                     | 26,5 вуз. 63 000 к.с.                                                     | 26,5 вуз. 63 000 к.с.                                                     | 27 вуз. 70 000 к.с.                                                       | 28 вуз. 85 000 к.с.                                                       | 27,5 вуз. 64 000 к.с.                                                     |
| Швидкість ходу максимальна потужність форсувальна                         | 25,5 /28,2 вуз. 76 634 к.с.                                               | 28,1 вуз. 89 738 к.с.                                                     | 28,06 вуз. 96 240 к.с.                                                    | 29,07 вуз. 104 635 к.с.                                                   | 27,54 вуз. 78 275 к.с.>                                                   |
| Дальність ходу, миль (вузли)                                              | 5600 (14)                                                                 | 4200 (14)                                                                 | 4935 (16,75)                                                              | 4900 (18) 5200 (12)                                                       | 8000 (14)                                                                 |
| Екіпаж                                                                    | 1112                                                                      | 1068                                                                      | 984                                                                       | 1109                                                                      | 1201                                                                      |
| Вартість, рублів золотом                                                  | 28                                                                        | 22,34                                                                     | 20,84                                                                     | 21                                                                        |                                                                           |
| товщина бронювання                                                        |                                                                           |                                                                           |                                                                           |                                                                           |                                                                           |
| пояс                                                                      | 300                                                                       | 300                                                                       | 229                                                                       | 229                                                                       | 203                                                                       |
| лоб башти                                                                 | 270                                                                       | 250                                                                       | 229                                                                       | 229                                                                       | 229                                                                       |
| барбет                                                                    | 260                                                                       | 230                                                                       | 229                                                                       | 229                                                                       | 229                                                                       |
| озброєння (ГК)                                                            |                                                                           |                                                                           |                                                                           |                                                                           |                                                                           |
| кількість                                                                 | 4×2×305-мм                                                                | 5×2×280-мм                                                                | 4×2×343-мм                                                                | 4×2×343-мм                                                                | 4×2×356-мм                                                                |
| маса бронебійного снаряду                                                 | 405                                                                       | 302                                                                       | 567                                                                       | 635                                                                       | 675                                                                       |
| початкова швидкість м/с                                                   |                                                                           |                                                                           | 787                                                                       | 762                                                                       | 770                                                                       |
| максимальна дальність стрільби                                            | 18 000 (13,5°)                                                            | 18 100 (13,5°)                                                            | 21 780 (20°)                                                              | 21 710 (20°)                                                              | 25 800 (25°)                                                              |

## Використана література і джерела
1. 1 2 3 4 5  Мужеников, 1998, с. 92.
2. ↑  Мужеников, 1998, с. 114.
3. 1 2 3 4  Мужеников, 1998, с. 123.
4. ↑  Conway's, 1985, с. 155.
5. 1 2 3 4 5 6 7 8 9  Мужеников, 1998, с. 93.
6. 1 2  Апальков, 1996, с. 5.
7. 1 2 3 4 5 6  Staff, 2006, с. 34.
8. 1 2 3 4 5 6 7 8  Staff, 2006, с. 35.
9. 1 2 3  Мужеников, 1998, с. 95.
10. 1 2 3 4 5  Мужеников, 1998, с. 96.
11. 1 2 3  Gröner, 1982, с. 83.
12. 1 2 3 4 5  Gröner, 1982, с. 85.
13. 1 2 3 4 5 6 7 8 9 10  Мужеников, 1998, с. 97.
14. ↑  Мужеников, 1998, с. 75.
15. 1 2  Мужеников, 1998, с. 94.
16. 1 2  Staff, 2006, с. 21.
17. ↑  Staff, 2006, с. 38.
18. 1 2 3  Мужеников, 1998, с. 100.
19. 1 2 3  Мужеников, 1998, с. 98.
20. 1 2 3  Мужеников, 1998, с. 124.
21. ↑  Мужеников, 1998, с. 127.
22. ↑  Мужеников, 1998, с. 93-94.
23. 1 2 3 4 5 6  Staff, 2006, с. 36.
24. ↑  Мужеников, 1998, с. 129.
25. 1 2 3  Staff, 2006, с. 37.
26. ↑  Мужеников, 1998, с. 128.
27. 1 2 3 4 5  Мужеников, 1998, с. 99.
28. ↑  Мужеников, 1998, с. 85.
29. ↑  Gröner, 1982, с. 83-84.
30. 1 2 3  Staff, 2006, с. 39.
31. 1 2  Мужеников, 1998, с. 101.
32. ↑  Мужеников, 1998, с. 115.
33. ↑  Staff, 2006, с. 40.
34. ↑  Мужеников, 1998, с. 123-124.
35. 1 2 3 4 5  Staff, 2006, с. 42.
36. ↑  Мужеников, 1998, с. 124-125.
37. ↑  Мужеников, 1998, с. 125.
38. 1 2 3 4  Мужеников, 1998, с. 102.
39. ↑  Campbell, 1978, с. 50.
40. 1 2  Мужеников, 1998, с. 102-112.
41. 1 2 3  Campbell, 1978, с. 50-52.
42. ↑  Conway's, 1985, с. 154.
43. ↑  Staff, 2006, с. 39-40.
44. ↑  Мужеников, 1998, с. 112-113.
45. ↑  Мужеников, 1998, с. 113.
46. 1 2  Мужеников, 1998, с. 118.
47. 1 2 3 4 5  Staff, 2006, с. 41.
48. ↑  Мужеников, 1998, с. 118-119.
49. ↑  Campbell, 1978, с. 52.
50. ↑  Мужеников, 1998, с. 120-121.
51. ↑  Campbell, 1978, с. 53.
52. ↑  Мужеников, 1998, с. 122.
53. ↑  Campbell, 1978, с. 53-54.
54. ↑  Мужеников, 1998, с. 126.
55. ↑  Мужеников, 1998, с. 127-128.
56. ↑  Мужеников, 1998, с. 128-129.
57. ↑  Мужеников, 1998, с. 125-126.
58. ↑  Campbell, 1978, с. 28.
59. ↑  Мужеников, 1998, с. 78.